# Al-Malik al-Manṣūr Nāṣir al-Dīn
al-Malik al-Manṣūr Nāṣir al-Dīn Muḥammad (in arabo المنصور ناصر الدين محمد بن العزيز‎?; 1189) è stato un sovrano curdo; figlio di al-Malik al-ʿAzīz ʿUthmān e nipote di Saladino, fu sultano d'Egitto ayyubide dal 1198 al 1201.
Il suo nome completo era al-Malik al-Manṣūr Nāṣir al-Dīn Muḥammad ibn ʿImād al-Dīn ʿUthmān, abbreviato dai cronisti crociati in al-Malik al-Manṣūr o al-Malik al-Manṣūr Nāṣir al-Dīn.

## Biografia
Nipote di Saladino, il fondatore della dinastia ayyubide, all'età di nove anni al-Malik al-Manṣūr successe al padre Al-'Aziz Uthman morto nel 1198 in un incidente di caccia. Data la sua giovane età, si scatenò una lotta tra le diverse fazioni  per assicurarsi il regno. Una delle fazioni, la Ṣalāḥiyya, composta da mamelucchi di Saladino, appoggiava Al-'Adil I, fratello di Saladino e zio di suo padre al-ʿAzīz. L'altra fazione, i mamelucchi della  Asadiyya (creata in origine da Norandino per lo zio di Saladino, Asad al-Dīn Shīrkūh), favoriva invece come reggente suo zio al-Malik al-Afḍal, primogenito di Saladino.
Al principio, sembrò che la sorte favorisse al-Afḍal che, diventato reggente, si era spostato in Egitto dopo la morte del padre, mentre suo zio era invece in Siria. al-Malik al-Afḍal si alleò all'altro fratello, al-Malik al-Ẓāhir Ghāzī, emiro di Aleppo, contro lo zio al-Malik al-ʿĀdil (Safadino). Ben presto, però, l'esperienza di al-Malik al-ʿĀdil ebbe ragione degli avversari: respinto un attacco a Damasco, Safadino riuscì a ribaltare le sorti della guerra fino a giungere da vincitore nel 1200 al Cairo, dove depose al-Malik al-Manṣūr, che fu esiliato ad Aleppo. Il giovane visse alla corte dello zio al-Zahir Ghazi che, nel 1216, lo fece entrare nella sua linea di successione. Da quel momento, non si hanno ulteriori notizie di al-Malik al-Manṣūr.